# Shin Chan
Crayon Shin-chan (クレヨンしんちゃん?, Kureyon Shin-chan) è un manga di Yoshito Usui, successivamente adattato in un anime trasmesso in Italia col titolo Shin Chan. Il manga è terminato a seguito della morte dell'autore, ma ne è stato realizzato un seguito intitolato Shin Crayon Shin-chan (新クレヨンしんちゃん?, Shin Kureyon Shin-chan).

## Trama
La serie parla di Shinnosuke Nohara, detto Shin-chan, un bambino di cinque anni che combina guai. Nelle sue avventure è accompagnato da molti personaggi, tra i quali primeggiano i genitori e la sorella minore, i compagni di scuola e il corpo scolastico. Molti episodi di Shin Chan ironizzano sulle situazioni tipiche della famiglia, dell'amore e dei rapporti tra le persone.
La serie è ambientata a Kasukabe nella prefettura di Saitama, la città natale dell'autore Yoshito Usui. La maggior parte delle vicende si svolge nella casa della famiglia Nohara o nell'asilo Futaba (ふたば幼稚園?, Futaba yōchien), frequentato da Shinnosuke e dai suoi compagni.

## Media

### Manga
Il manga è stato pubblicato sulla rivista Weekly Manga Action, ad opera di Futabasha, dal 1990 al 2010 in 50 volumi, data la morte di Usui che ha impedito la pubblicazione di ulteriori volumi
In Italia non è mai arrivato (se non per poche vignette sugli ultimi due numeri della defunta rivista Man·ga!, pubblicata da Panini Comics, col titolo originale), mentre è stato esportato in Spagna, Corea del Sud, Taiwan, Vietnam, Malaysia e negli Stati Uniti d'America.
Dal 5 agosto 2010 viene pubblicato in Giappone Shin Crayon Shin-chan (しんクレヨンしんちゃん?, Shin Kureyon Shin-chan, lett. "Nuovo Crayon Shin-chan"), seguito del manga a cura dei precedenti assistenti di Usui, sotto il nome di gruppo UY Studio.

### Anime

Shinnosuke nella serie animata.

La serie continua a essere trasmessa in Giappone ininterrottamente dal 1992. L'anime è stato trasmesso in Italia in due cicli di episodi, uno andato in onda in prima visione su Italia 1 e l'altro su Cartoon Network ed è stato interrotto per un totale di 102 episodi trasmessi.
Il primo ciclo di trasmissione italiana è arrivato in Italia dalla Gran Bretagna, dove era stato censurato dalla Vitello Productions. Nonostante questo, l'edizione italiana ha comunque usato i nomi originali giapponesi per i personaggi, fatta eccezione per il nonno Gary, in originale chiamato Ginnosuke. Il secondo ciclo di trasmissione italiana è arrivato in Italia dalla Spagna, in edizione quasi-integrale. Ad esempio, il pene di Shinnosuke, censurato nel primo ciclo tranne che in un episodio, lo si può vedere spesso in questi episodi.
In Italia, l'anime è stato doppiato a Roma, anziché a Milano come solitamente avviene per gli anime comprati da Mediaset. Anche quando l'anime è stato doppiato per conto di Cartoon Network, il doppiaggio è stato eseguito a Roma, con la sola differenza, rispetto all'edizione italiana dei precedenti episodi, che alcuni doppiatori sono stati sostituiti. Rispetto alla versione spagnola, in italiano vengono tralasciati molti suoni onomatopeici tipici del fumetto, risultando la versione italiana molto meno simpatica e quindi più sdolcinata laddove il cartone, in Spagna, è vietata ai piccoli sotto i 7 anni, visti i contenuti e i temi trattati. 
A partire dal 22 aprile 2005, con la trasmissione dell'episodio 526, la serie viene trasmessa nel formato 16:9 in alta definizione.

#### Musiche
Le sigle di apertura dell'edizione giapponese sono:
- Dōbutsuen wa taihen da (動物園は大変だ? lett. "Lo zoo è un incubo") cantata dai TUNE'S, episodi 1-21
- Yume no end wa itsumo mezamashi! (夢のENDはいつも目覚まし!?) cantata dai B.B.QUEENS, episodi 22-57
- Ora wa ninki mono (オラはにんきもの? lett. "Sono molto popolare") cantata da Akiko Yajima e Miki Narahashi, episodi special 3-special 9
- Pakappo de go! (パカッポでGO!?) cantata da Akiko Yajima, episodi 161-special 13
- Nenjū muchū "I Want You" (年中夢中"I WANT YOU"?) cantata da Puppy, episodi 203-special 19
- Tobe tobe onei-san (とべとべ おねいさん? lett. "Volate, volate donne") cantata da Akiko Yajima e Tesshō Genda, episodi 270-354
- Dame dame no uta (ダメダメのうた? lett. "La canzone dei no") cantata da Akiko Yajima e Miki Narahashi, episodi 355-458
- PLEASURE cantata da Tomomi Kahala, episodi 459-special 43
- Yuruyuru de de-o! (ユルユルで DE-O!?) cantata da Akiko Yajima, episodi 509-594 e 603-681
- Yuruyuru de de-o! 2007 Crayon Friends Version (ユルユルで DE-O! 2007クレヨンフレンズVersion?, Yuruyuru de de-o! 2007 Kureyon Furenzu Version) cantata da Akiko Yajima e i Crayon Friends, episodi 595-603
- Hapi Hapi (ハピハピ?) cantata da Becky♪♯, episodi 682-708
- Hey baby! cantata da Koda Kumi, episodi 709-724
- T.W.L. cantata da Kanjani Eight, episodi 725-747
- Kibō sanmyaku (希望山脈?) cantata da Watarirouka Hashiritai 7, episodi 748-782
- Kimi ni 100 percent (キミに100パーセント?, Kimi ni 100 pāsento) cantata da Kyary Pamyu Pamyu, episodi 783-in corso

Nell'episodio speciale Crayon Shin-chan Hawai - Special Night (クレヨンしんちゃんハワイスペシャルにて?, Kureyon Shin chan Hawai Supesharu Nite) è stata utilizzata la sigla Anata dake o: Summer Heartbreak (あなただけを 〜Summer Heartbreak〜?) cantata da Victor Taishita.
Le sigle di chiusura dell'edizione giapponese sono:
- Uta o utaō (うたをうたおう? lett. "Canta una canzone") cantata dai Daiji MAN Brothers Band, episodi 1-21
- Sunao ni naritai (素直になりたい? lett. "Voglio essere onesto") cantata da Itaru Watanabe, episodi 22-57
- Do-shite (DO-して?) cantata dai Sakurakko Club, episodi special 3-99
- Shin-chan ondo (しんちゃん音頭? lett. "L'ondo di Shin-chan") cantata da Haruo Minami e Akiko Yajima, episodi 100-112
- Parijona daisakusen (パリジョナ大作戦?) cantata da Marron Koshaku e Akiko Yajima, episodi 113-special 9
- REGGAE cantata da Yuzo Hayashi, episodi 161-188
- Shin-chan ondo: ora to issho ni odorō yo! (しんちゃん音頭～オラといっしょにおどろうよ!～? lett. "L'ondo di Shin-chan: balla con me) cantata da KOTONE, episodi 189-202
- Boys Be Brave: shōnen yo yūki o mote (BOYS BE BRAVE～少年よ勇気を持て～? lett. "I ragazzi sono coraggiosi") cantata da Aki Okui, episodi 203-248
- Tsuki akari funwari ochite kuru yoru (月灯りふんわり落ちてくる夜? lett. "La notte della delicata caduta al chiaro di luna") cantata da Nanase Ogawa, episodi 249-297
- Sukisuki my girl (スキスキ♡マイガール?, Sukisuki mai gāru) cantata da L'luvia, episodi 298-352
- Kyō wa dēto (今日はデート?) cantata da Kamaboko, episodi 353-397
- Zentai teki ni daisuki desu. (全体的に大好きです。? lett. "Io amo tutto di te") cantata da Shekidoru, episodi 398-451
- Mama to no oyakusoku jōkō no uta (ママとのお約束条項の歌? lett. "La canzone del mio contratto con mia madre") cantata da Akiko Yajima e Miki Narahashi, episodi 452-special 43
- Ari no uta (ありの歌? lett. "La canzone della formica") cantata da Yanawarabaa, episodi 509-special 51

Dallo "special 52" trasmesso il 6 gennaio 2006, l'anime non ha avuto più sigle finali.
Nell'edizione italiana si sono utilizzate sigle diverse. Le sigle di apertura sono: Shin Chan, cantata da Giorgio Vanni e scritta da Alessandra Valeri Manera per gli episodi del primo ciclo di trasmissione; e Gioca, gioca, gioca con me (versione italiana della terza sigla originale d'apertura), cantata da Monica Bertolotti e Monica Ward per gli episodi del secondo ciclo di trasmissione. Le sigle di chiusura sono: Shin Chan, cantata da Giorgio Vanni e scritta da Alessandra Valeri Manera per gli episodi del primo ciclo di trasmissione; e Balla, balla, gioca, gioca (versione italiana della quinta sigla originale di chiusura), cantata da Monica Bertolotti per gli episodi del secondo ciclo di trasmissione.

### Film
Sono stati prodotti a cadenza annuale, fin dal 1993, 30 film basati sulla serie, tutti inediti in Italia.
Un film televisivo intitolato Kamen Rider Den-Ō + Shin-Ō (仮面ライダー電王＋しん王?, Kamen Raidā Den'ō ando Shin'ō) è andato in onda il 3 agosto 2007 come crossover con Kamen Rider Den-Ō.

### Videogiochi
Sono stati prodotti diversi videogiochi sulla serie: sei di questi sono stati pubblicati per il mercato spagnolo, mentre in Italia è stato pubblicato solo il settimo.
1. Crayon Shin-chan - Ora to poi poi (クレヨンしんちゃん オラとポイポイ?) (NES, 1993)
2. Crayon Shin-chan 2 - Dai maō no gyakushū (クレヨンしんちゃん2 大魔王の逆襲?) (SNES, 1994)
3. Crayon Shin-chan - Nagagutsu dobon!! (SNES, 1994)
4. Kids Station - Crayon Shin-chan - Ora to omoide tsukuru zo! (キッズステーション クレヨンしんちゃん オラとおもいでつくるゾ!?) (PlayStation, 2001)
5. Crayon Shin-chan - Arashi o yobu - Cinema Land - Kachinko gachinko dai katsugeki! (クレヨンしんちゃん 嵐を呼ぶ シネマランド カチンコガチンコ大活劇!?) (Game Boy Advance, 2003)
6. Crayon Shin-chan - Densetsu o yobu - Omake no miyako Shock Gun! (クレヨンしんちゃん 伝説を呼ぶ オマケの都ショックガーン!?) (Game Boy Advance, PlayStation, 2004)
7. Shin chan e i colori magici (クレヨンしんちゃんDS 嵐を呼ぶ ぬってクレヨ〜ン大作戦!?, Crayon Shin-chan DS - Arashi o yobu - Nutte Crayo~n dai sakusen!) (Nintendo DS, 2007)
8. Crayon Shin-chan - Saikyō kazoku Kasukabe King - Wii (クレヨンしんちゃん 最強家族カスカベキング うぃ〜?) (Wii, 2007)
9. Crayon Shin-chan - Arashi o yobu - Cinema Land - Kachinko gachinko dai katsugeki 2! (クレヨンしんちゃん 嵐を呼ぶ シネマランド カチンコガチンコ大活劇 2！?) (Nintendo DS, 2008)
10. Crayon Shin-chan - Arashi o yobu - Nendororo~n dai henshin! (クレヨンしんちゃん 嵐を呼ぶ ねんどろろ〜ん大変身!?) (Nintendo DS, 2009)